# Платтсбург (Міссурі)
Платтсбург (англ. Plattsburg) — місто (англ. city) в США, в окрузі Клінтон штату Міссурі. Населення — 2222 особи (2020).

## Географія
Платтсбург розташований за координатами 39°33′15″ пн. ш. 94°27′48″ зх. д. / 39.55417° пн. ш. 94.46333° зх. д. (39.554166, -94.463355).  За даними Бюро перепису населення США в 2010 році місто мало площу 9,39 км², з яких 9,33 км² — суходіл та 0,07 км² — водойми.

## Демографія
Згідно з переписом 2010 року, у місті мешкало 2319 осіб у 936 домогосподарствах у складі 612 родин. Густота населення становила 247 осіб/км².  Було 1080 помешкань (115/км²).
Расовий склад населення:
| - 90,3 % — білих - 6,0 % — чорних або афроамериканців - 0,5 % — корінних американців - 0,1 % — вихідців з тихоокеанських островів - 0,1 % — азіатів |

До двох чи більше рас належало 2,5 %. Частка іспаномовних становила 2,3 % від усіх жителів.
За віковим діапазоном населення розподілялося таким чином: 23,1 % — особи молодші 18 років, 58,9 % — особи у віці 18—64 років, 18,0 % — особи у віці 65 років та старші. Медіана віку мешканця становила 43,0 року. На 100 осіб жіночої статі у місті припадало 91,5 чоловіків;  на 100 жінок у віці від 18 років та старших — 88,4 чоловіків також старших 18 років.
Середній дохід на одне домашнє господарство  становив 55 518 доларів США (медіана — 40 679), а середній дохід на одну сім'ю — 69 515 доларів (медіана — 54 250). Медіана доходів становила 51 853 долари для чоловіків та 29 792 долари для жінок. За межею бідності перебувало 12,6 % осіб, у тому числі 9,3 % дітей у віці до 18 років та 13,2 % осіб у віці 65 років та старших.
Цивільне працевлаштоване населення становило 1071 осіб. Основні галузі зайнятості: освіта, охорона здоров'я та соціальна допомога — 26,1 %, мистецтво, розваги та відпочинок — 10,6 %, роздрібна торгівля — 10,5 %.